# Deraeocoris brevis
Deraeocoris brevis är en insektsart som först beskrevs av Philip Reese Uhler 1904.  Deraeocoris brevis ingår i släktet Deraeocoris och familjen ängsskinnbaggar.

## Underarter
Arten delas in i följande underarter:
- D. b. brevis
- D. b. piceatus